# شانغزايو
شانغزايو (بالإنجليزية: Shangzayü)‏ هي بلدة تقع في الصين في Zayü County.[بحاجة لمصدر] يقدر عدد سكانها بـ 3,002 نسمة وترتفع عن سطح البحر 1,927 متر.